# Encefalopatia traumàtica crònica
L'encefalopatia traumàtica crònica (MTC) és una malaltia neurodegenerativa que es troba en persones que han patit múltiples traumatismes al cap. Els símptomes poden incloure problemes de comportament, problemes d'humor i problemes en el pensament. Això normalment no comença fins a anys després de les lesions. Sovint empitjora amb el temps i pot provocar demència. No se sap per tot cert si augmenta el risc de suïcidi.
La majoria dels casos documentats s'han produït en atletes implicats en esports de contacte com el futbol americà, la lluita lliure, la boxa, l'hoquei sobre gel, el rugbi i el futbol. Altres factors de risc inclouen estar en l'exèrcit, la violència domèstica i el trastorn de moviments estereotípics amb contusió al cap. Es desconeix la quantitat exacta de traumes necessaris per a la condició. El diagnòstic definitiu només es pot confirmar amb l'autòpsia. És una forma de tauopatia.
A data de 2018 no hi ha cap tractament específic. S'han detectat taxes de malaltia al voltant del 30% entre aquells amb antecedents de múltiples traumatismes al cap. Les taxes de població, però, no estan clares. La investigació sobre el dany cerebral com a resultat de traumatismes repetits al cap va començar a la dècada de 1920, moment en què el trastorn es coneixia com a demència pugilística. El canvi de les regles en alguns esports ha estat discutit com a mitjà de prevenció.